# Dita
Dita je ženské křestní jméno hebrejského původu, které vzniklo zkrácením jména Judita.
V českém občanském kalendáři má svátek 27. března.

## Statistické údaje
Následující tabulka uvádí četnost jména v ČR a pořadí mezi ženskými jmény ve srovnání dvou roků, pro které jsou dostupné údaje MV ČR – lze z ní tedy vysledovat trend v užívání tohoto jména:
| Rok       | Četnost   | Pořadí   |
| 1999      | 4825      | 114.     |
| 2002      | 4871      | 115.     |
| Porovnání | o 46 více | o 1 hůře |
| 2006      | 4952      | 118.     |

Změna procentního zastoupení tohoto jména mezi žijícími ženami v ČR (tj. procentní změna se započítáním celkového úbytku žen v ČR za sledované tři roky 1999–2002) je +1,8 %.

## Domácí podoby
Ditunka, Díťa, Dituška, Dítka

## Známé nositelky jména
- Dita Pecháčková – redaktorka a moderátorka zabývající se gastronomií
- Dita Petrusová Filipová – česká módní návrhářka
- Dita Tuháčková – česká tanečnice latinskoamerických tanců

## Jiné významy
- DITA – Darwin Information Typing Architecture – architektura pro práci s technickými texty založená na XML